# چار گاچهوا
چار گاچهوا (به لاتین: Char Gachhua) یک روستا در بنگلادش است که در استان باریسال و در ناحیه باریسال واقع شده است.